# Mistrovství České republiky v rychlobruslení
Mistrovství České republiky v rychlobruslení probíhá v případě vhodných klimatických podmínek na přírodních (rybníky, vodní nádrže) nebo umělých nechlazených drahách, v současné době se v Česku nenachází žádná funkční umělá dráha pro rychlobruslení s chlazením. Dráha pod širým nebem ve Svratce, otevřená v roce 1953, je od roku 2004 nefunkční.

## MČR 2008
Po několika letech první mistrovství České republiky se uskutečnilo 29. prosince 2007 na vodní nádrži Pilská u Žďáru nad Sázavou. Rychlobruslařský ovál měřil 400 m a šampionátu se zúčastnilo 30 závodníků. Víceboj pro seniory a juniory A (společná kategorie) sestával ze tří tratí o délkách 500 m, 1500 m a 3000 m; další závodníci byli v několika juniorských kategoriích.
Medailová umístění ve společných kategoriích seniorů a juniorů A:
| Pořadí           | Jméno              | 500 m | 1500 m  | 3000 m  | Počet bodů |
| ---------------- | ------------------ | ----- | ------- | ------- | ---------- |
| Zlatá medaile    | Zdeněk Haselberger | 42,38 | 2:11,00 | 4:31,52 | 131,29     |
| Stříbrná medaile | Pavel Kulma        | 43,36 | 2:02,67 | 4:46,88 | 132,064    |
| Bronzová medaile | Marian Cienciala   | 42,73 | 2:12,92 | 4:41,96 | 134,034    |

| Pořadí           | Jméno             | 500 m | 1500 m  | 3000 m  | Počet bodů |
| ---------------- | ----------------- | ----- | ------- | ------- | ---------- |
| Zlatá medaile    | Martina Sáblíková | 42,98 | 2:12,68 | 4:25,75 | 131,50     |
| Stříbrná medaile | Andrea Jirků      | 45,26 | 2:21,16 | 4:53,12 | 141,16     |
| Bronzová medaile | Kateřina Novotná  | 45,26 | 2:27,54 | 5:11,72 | 146,40     |

## MČR 2009
Otevřené mistrovství se konalo 2. ledna 2009 na rybníku Černý asi kilometr od Košinova, části obce Studnice, v nadmořské výšce 620 m n. m. Na zamrzlé ploše rybníka byl vytyčen okruh o délce asi 250 m, teplota vzduchu byla −5 °C, zčásti lehce sněžilo; o údržbu tratě se starali pořadatelé, závodníci i diváci. Šampionát uspořádal Petr Novák během tří dnů, kdy byla předpověď počasí příznivá. Závodilo se v juniorských i seniorských kategoriích, pro seniory se víceboj skládal ze dvou disciplín – sprintu na 500 m a závodu na 3000 m. Mistrovství uspořádal klub KSB Svratka s NOVIS Teamem ve spolupráci s Českým svazem rychlobruslení. Šampionátu se zúčastnilo celkem 60 závodníků.
Medailová umístění ve společných kategoriích seniorů (narození před 30. červnem 1989) a juniorů A (narození mezi 1. červencem 1989 a 30. červnem 1991). Do této skupiny byla vzhledem k mezinárodním zkušenostem zařazena i Karolína Erbanová, která by věkově patřila mezi juniorky B.
| Pořadí           | Jméno              | 500 m | 3000 m  | Počet bodů |
| ---------------- | ------------------ | ----- | ------- | ---------- |
| Zlatá medaile    | Milan Sáblík       | 42,55 | 4:36,50 | 88,63      |
| Stříbrná medaile | Pavel Kulma        | 44,90 | 4:31,80 | 90,20      |
| Bronzová medaile | Zdeněk Haselberger | 43,50 | 4:42,30 | 90,55      |

| Pořadí           | Jméno             | 500 m | 3000 m  | Počet bodů |
| ---------------- | ----------------- | ----- | ------- | ---------- |
| Zlatá medaile    | Martina Sáblíková | 44,50 | 4:43,90 | 91,81      |
| Stříbrná medaile | Andrea Jirků      | 46,00 | 4:55,10 | 95,18      |
| Bronzová medaile | Kateřina Novotná  | 44,10 | 5:08,60 | 95,53      |

## MČR 2013
Mistrovství České republiky 2013, první od roku 2009, se mělo uskutečnit 31. ledna 2013 na 333 metrů dlouhém oválu s přírodním ledem u zimního stadionu ve Žďáru nad Sázavou. Měly zde být uspořádány mládežnické závody (od žáků po juniory) ve víceboji na tratích 500 m, 1500 m a 3000 m. Kvůli oblevě ale musela být akce 29. ledna zrušena.
Náhradní šampionát byl uspořádán 7. a 8. prosince 2013 na otevřené umělé dráze v polském Zakopanem, kde zároveň probíhal mezinárodní mítink Tatra Cup 2013. Na MČR zvítězili v nejstarší juniorské kategorii A Eliška Dřímalová a Vladimír Hladík.

## Mistrovství Československa

### Mistrovství republiky 1924
Dne 6. ledna 1924 se od 9 hodin v Praze na Vltavě u severního cípu Střeleckého ostrova uskutečnilo mistrovství Československé republiky v rychlobruslení a krasobruslení. Pořádajícím klubem byl BZK Praha.
Víceboj
1. Václav Rott (BZK Praha)
2. Hladký (SK Slávia Praha)
3. Jiří Myslbek (BZK Praha)
4. Toms (BZK Praha)

500 m
10 účastníků jednotlivě na čas
1. Hladký (SK Slávia Praha) – 58,00
2. Jiří Myslbek (BZK Praha) – 1:01,50
3. Josef Myslbek (BZK Praha) – 1:03,20
4. Václav Rott (BZK Praha) – 1:03,50
5. Karel Nedvěd (BZK Praha) – 1:09,60

1500 m
10 účastníků ve dvou jízdách
1. Václav Rott (BZK Praha) – 3:28,10
2. Josef Myslbek (BZK Praha) – 3:32,00
3. Hladký (SK Slávia Praha) – 3:34,40
4. Jiří Myslbek (BZK Praha)
5. Niesen (BZK Praha)
6. Toms (BZK Praha)

5000 m
1. Václav Rott (BZK Praha) – 13:14,60
2. Hladký (SK Slávia Praha) – 13:53,40
3. Jiří Myslbek (BZK Praha) – 14:02,50
4. Toms (BZK Praha) – 14:10,20

1000 m junioři
1. Jelínek (BZK Praha) – 2:20,90
2. Toms (BZK Praha)
3. Rýdlo st. (BZK Praha)
4. Sojka (BZK Praha)

1000 m starší pánové
1. Městecký (SK Slávia Praha) – 2:20,40
2. Emerich Rath (DFC Praha) – 2:25,40
3. Karel Nedvěd (BZK Praha) – 2:25,80
4. Petrák (BZK Praha) – 2:27,10

### Mistrovství Československa 1983
Mistrovství Československa ve čtyřboji 1983 se konalo ve Svratce ve dnech 26. a 27. února 1983.
| Pořadí           | Jméno                             | 500 m | 1500 m | 3000 m | 5000 m | Počet bodů |
| ---------------- | --------------------------------- | ----- | ------ | ------ | ------ | ---------- |
| Zlatá medaile    | Stanislav Štěpánek (Slavia Praha) | 43,5  | 2:17,7 | 4:51,0 | 9:33,3 | 195,230    |
| Stříbrná medaile | Jiří Kyncl (Mars Svratka)         | 44,9  | 2:24,5 | 5:01,2 | 9:05,5 | 197,517    |
| Bronzová medaile | René Jauris (Slavia Praha)        | 45,6  | 2:21,8 | 5:06,1 | 9:06,9 | 198,574    |

| Pořadí           | Jméno                             | 500 m | 1000 m | 1500 m | 3000 m | Počet bodů |
| ---------------- | --------------------------------- | ----- | ------ | ------ | ------ | ---------- |
| Zlatá medaile    | Květuše Musilová (Slavia Praha)   | 54,3  | 1:51,0 | 2:58,0 | 6:36,6 | 235,233    |
| Stříbrná medaile | Hana Vtípilová                    | 56,0  | 1:56,2 | 3:04,0 | 6:42,3 | 242,650    |
| Bronzová medaile | Jaroslav Mengerová (Slavia Praha) | 61,2  | 2:04,4 | 3:28,9 | 7:09,9 | 264,683    |